# Клене
Клене (фр. Clénay) насеље је и општина у источном делу централне Француске у региону Бургоња, у департману Златна обала која припада префектури Дижон.
По подацима из 2011. године у општини је живело 847 становника, а густина насељености је износила 150,98 становника/km². Општина се простире на површини од 5,61 km². Налази се на средњој надморској висини од 251 метар (максималној 316 m, а минималној 244 m).

## Демографија
| 1962. | 1968. | 1975. | 1982. | 1990. | 1999. | 2011. |
| ----- | ----- | ----- | ----- | ----- | ----- | ----- |
| 228   | 238   | 246   | 379   | 497   | 573   | 847   |

График промене броја становника у току последњих година